# Noemí Souza
Noemí Souza (Bahía Blanca, 19 de junio de 1924 - Buenos Aires, 25 de diciembre de 2015) fue una destacada mezzosoprano argentina. Cumplió una importante y extensa labor en el Teatro Colón de Buenos Aires, y cuya carrera artística ha tenido proyección hacia otros centros líricos de América y Europa. Cultivó la ópera, como así también el concierto, el oratorio, y la canción de cámara.

## Trayectoria
Desde su debut en el Teatro Colón (en 1947), y gracias a su gran ductilidad vocal y musical, su carrera artística continuó por más de treinta años cantando los más variados roles de su cuerda, y brindando recitales y conciertos en salas como el ya citado 
- Teatro Colón de Buenos Aires,
- Teatro Argentino de La Plata,
- Teatro Solís (de Montevideo),
- Ópera de San Pablo (São Paulo),
- Ópera de Río de Janeiro (en Río de Janeiro),
- Sociedad Filarmónica de Lima (Perú),
- Teatro Victoria Eugenia (de San Sebastián),
- Ópera de Mainz (Staatstheater Mainz),
- Ópera de Kaiserlautern (Pfalztheater Kaiserslautern),
- Festspielhaus Baden-Baden,
- The Town Hall (de Nueva York),
- Ince's Hall (de Gibraltar),
- Academia de Música (de Viena),
- Les Entretiens Culturels Franco-Italiens (de París),
- y Angelicum (de Milán), entre otros.

Su debut en el Teatro Colón de Buenos Aires se produjo en 1947, en el rol de Berta del Barbero de Sevilla de Rossini, junto a Bruno Landi, Hilde Reggiani, Gino Bechi, y Salvatore Baccaloni (dirigida por Feruccio Calusio). Participó de manera sucesiva de sus temporadas líricas y de concierto hasta el año 1977.
En este teatro, y luego de medirse en pequeños roles, fue
- Hänsel en Hänsel y Gretel de Humperdinck, dirigida por Roberto Kinsky (1954) y Feruccio Calusio (1956);
- Mrs Nolan en La médium de Menotti, dirigida por Manfredo Argento (1956);
- Carlotta en La mujer silenciosa de Richard Strauss, dirigida por Heinz Wallberg (1961) y por Omar Suitner (1968);
- Oberón en Sueño de una noche de verano, de Benjamin Britten, dirigida por Meredith Davies (en 1961);
- Pirene en La Atlántida de Manuel de Falla, dirigida por Juan José Castro (1963);
- Anna en Los Troyanos de Hector Berlioz, dirigida por Georges Sébastian (1964);
- Cherubino en Le nozze di Figaro, de Mozart, dirigida por Juan Emilio Martini (1964);
- Amor en L'incoronazione di Poppea de Claudio Monteverdi, dirigida por Bruno Bartoletti (1965);
- Estudiante en Lulú de Alban Berg, dirigida por Ferdinand Leitner (1965);
- Maddalena en Rigoletto de Giuseppe Verdi, dirigida por Fernando Previtali (1967);
- Nakamti en Padmavâtî de Roussel, dirigida por Georges Prête (1968);
- Niklausse en Les contes de Hoffmann, dirigida por Peter Maag (1969);
- Herodías en Salomé de Strauss, dirigida por Bruno D'Astoli (1974 y 1975).

Roles que se sumaron a los de
Lola,
Siébel,
Preciosilla,
Suzuky,
Mary,
Flosshilde,
Waltraute, y
Norna, entre otros.
Accedió a los grandes roles de mezzosoprano y aún de soprano dramática:
Dorabella,
Charlotte,
Carmen,
Eboli,
Amneris,
Adalgisa,
Leonora,
Yocasta, y 
Magda Sorel.
También intervino como solista de concierto cantando
- la Misa en si menor, la Pasión según San Mateo y la Pasión según San Juan, de Bach;
- el Réquiem, de Verdi;
- la IX Sinfonía y la Misa Solemne, de Beethoven;
- la Gran misa en do menor y el Réquiem, de Mozart;
- el Stabat Mater, de Rossini;
- Alt-Rhapsodie, de Brahms;
- Kindertotenlieder y Das Lied von Die Erde de Mahler;
- Wesendonk Lieder, de Wagner.
- Participó de las primeras audiciones de
- Judith Triumphans, de Vivaldi (dirigida por Lamberto Baldi);
- Misa Santa Cecilia, de Haydn (dirigida por Fritz Lehmann);
- Pequeña misa solemne, de Rossini (dirigida por Pedro Valenti Costa);
- Stabat Mater, de Dvorak (dirigida por Wilhelm Brückner Rüggeber);
- Romeo y Julieta, de Berlioz (dirigida por Serge Baudo);
- Seis monólogos del Jedermann, de Frank Martin (dirigida por Teodoro Fuchs);
- Le marteau sans maitre, de Pierre Boulez (dirigida por Huber Kontwig);
- Le miroir de Jesus, de André Caplet (dirigida por Antonio Tauriello);
- O amantissime sponse Jesu, de Christian Richter (dirigida por Washington Castro);
- Gurrelieder, de Arnold Schönberg (dirigida por Horst Stein), en la que representó una memorable Waldtaube (Paloma del Bosque), en 1964.

Fue nombrada «académica titular» de la Academia Nacional de Música de la Argentina.
Luego de su retiro como cantante, se dedicó a la docencia. Entre sus discípulas se contaron las destacadas mezzosopranos Virginia Correa Dupuy y Mabel Perelstein, como también el tenor marplatense Javier Fontana

## Discografía
- Adriano Banchieri (1568-1634): Festino nella sera del Giovedí Grasso. Quinteto de Madrigalistas Castelazzi. Edición de la Universidad Nacional de Córdoba, 1961.
- Rodolfo Arizaga (1926-1985): El martirio de Santa Olalla. Sello Qualitón, 1969.
- Canciones de cámara argentinas. Edición de la Municipalidad de Buenos Aires, 1969.
- Rodolfo Arizaga: El ombligo de lo limbos, la momia y una encuesta. Edición de la Universidad Nacional de Rosario, 1969.
- Les Luthiers: Cantata Laxatón. Buenos Aires: Trova, 1972.
- Noemí Souza, arias de ópera, con la Orquesta de la Ópera de París, dirigida por Pierre Darvaux. Buenos Aires: Cosentino Ediciones, 1981.